# Branišovice

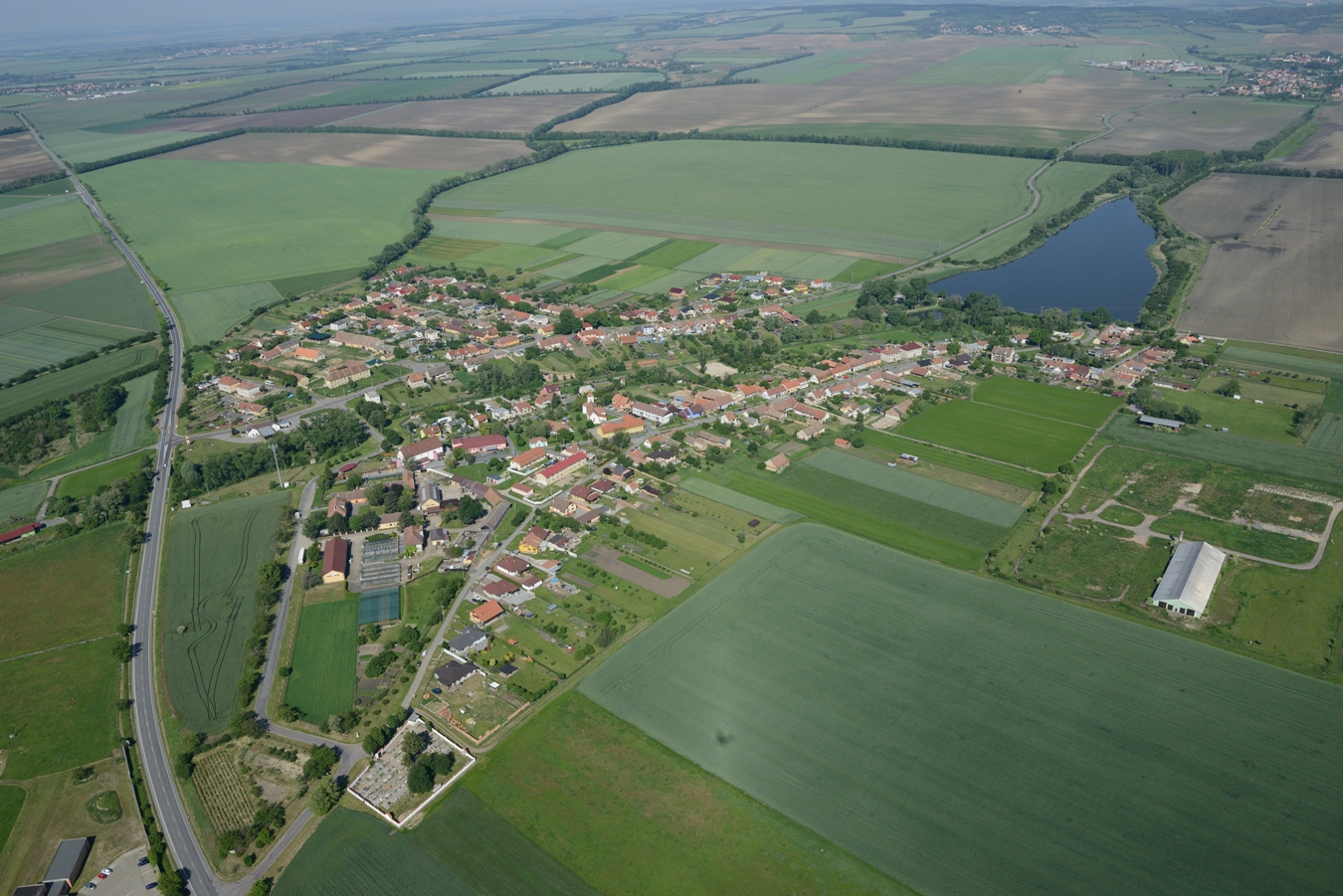
Blick auf Branišovice und Vinohrádky

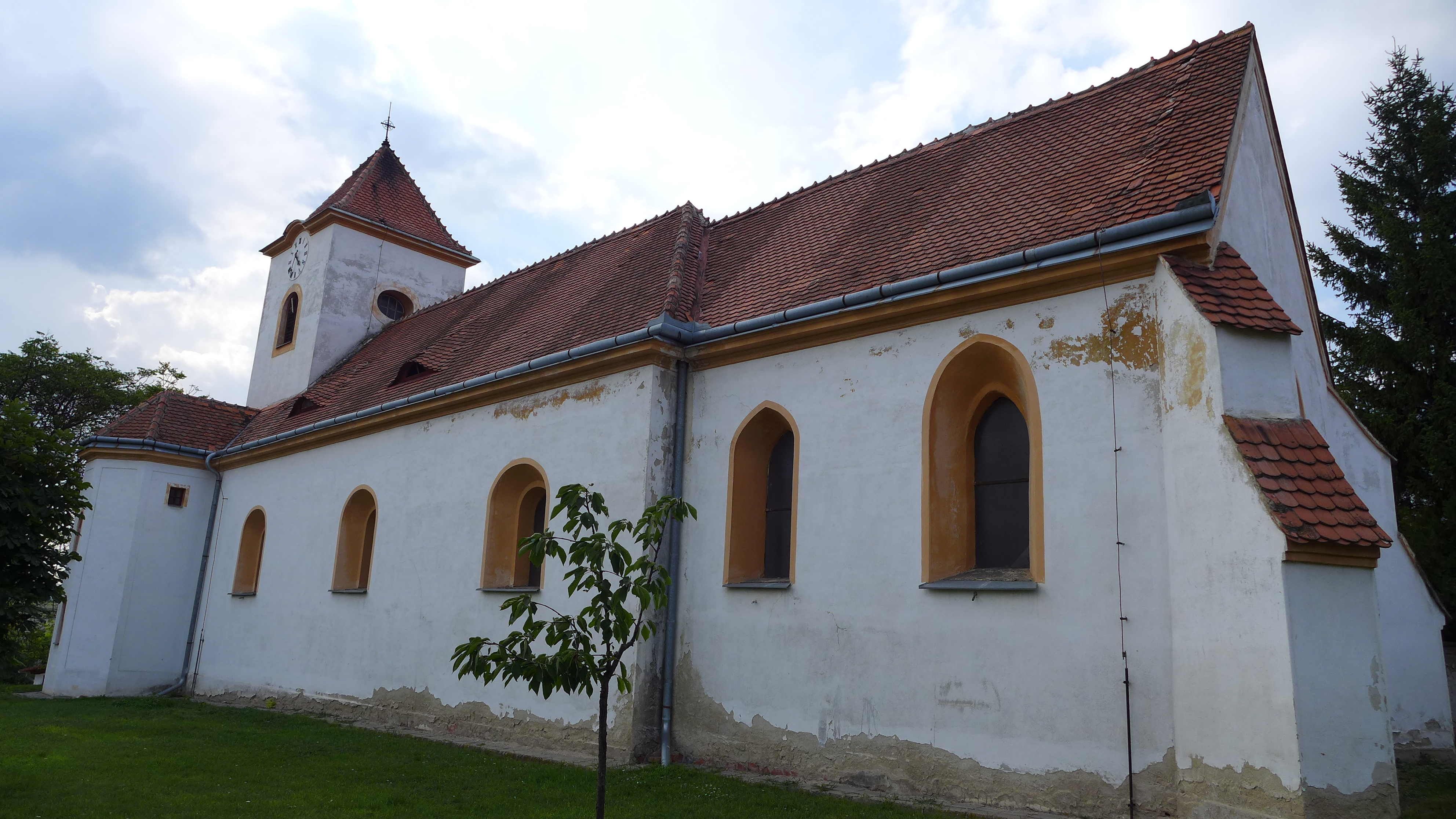
Kirche des Laurentius

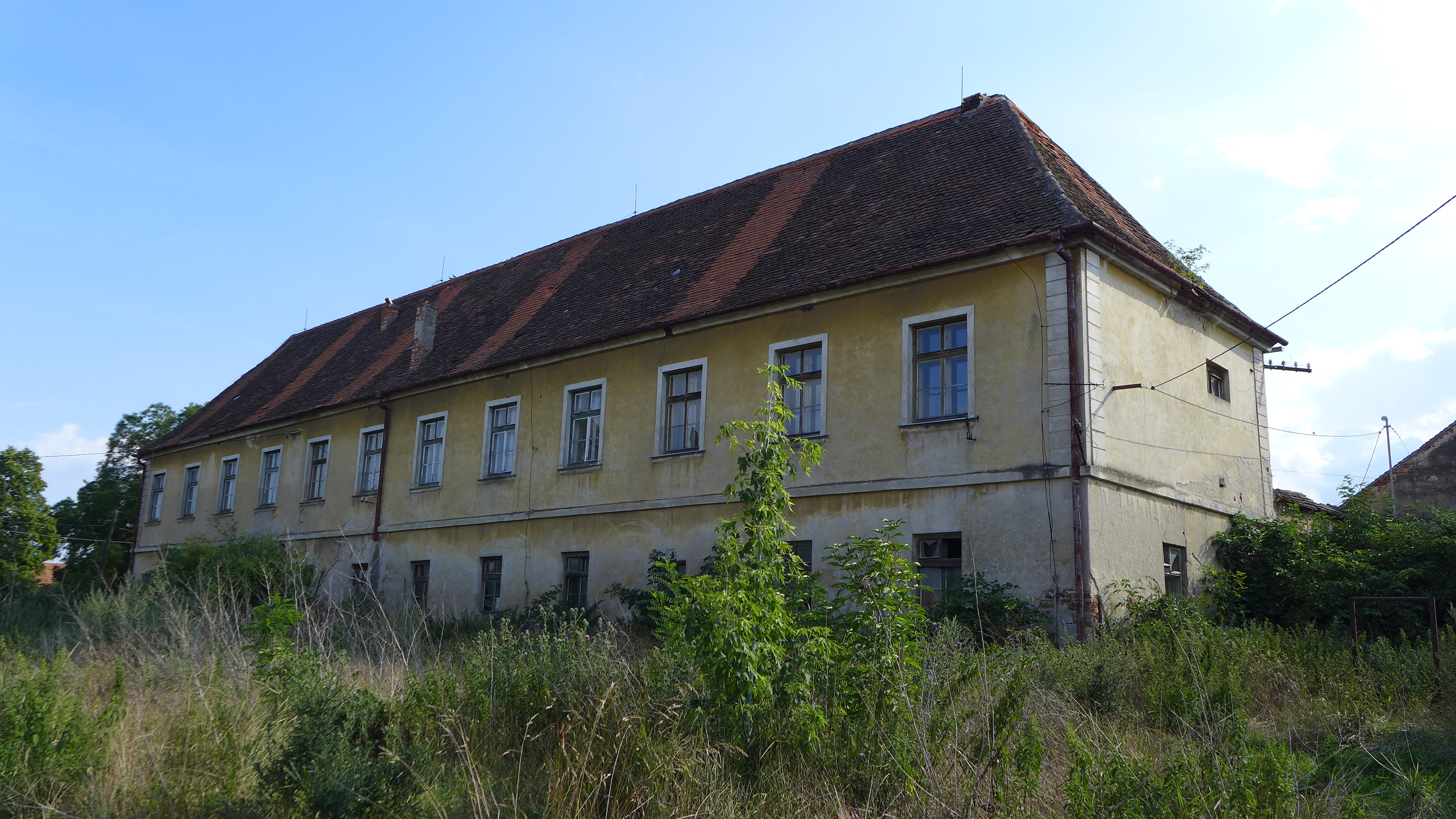
Schloss Branišovice

Branišovice (deutsch Frainspitz) ist eine Gemeinde in Tschechien. Sie liegt 20 km nördlich der tschechisch-österreichischen Grenze bei Laa an der Thaya und gehört zum Okres Brno-venkov.

## Geographie
Das Breitstraßendorf Branišovice erstreckt sich linksseitig des Baches Olbramovický potok im Dyjskosvratecký úval (Thaya-Schwarza-Talsenke) in Südmähren. Nördlich des Dorfes liegt der Teich Horní branišovický rybník, südlich der Dolní branišovický rybník. Am südlichen Ortsrand verläuft die Staatsstraße I/53 zwischen Pohořelice und Znojmo.
Nachbarorte sind Kubšice und Šumice im Norden, Loděnice, Malešovice, Odrovice, Cvrčovice und Pohořelice (Pohrlitz) im Nordosten, Velký Dvůr, Mariánský Dvůr, Vilémov und Přibice im Osten, Nová Ves und Vlasatice im Südosten, Troskotovice im Süden, Trnové Pole (Dornfeld) und Suchohrdly u Miroslavi im Südwesten, Našiměřice (Aschmeritz) im Westen sowie Bohutice, Babice und Lidměřice im Nordwesten.

## Geschichte
Die Ui-Mundart (bairisch-österreichisch) mit ihren speziellen Bairischen Kennwörtern, weist auf eine Besiedlung durch bayrische deutsche Stämme hin, wie sie vor allem im 12/13. Jahrhundert erfolgte. Die erste urkundliche Erwähnung des Ortes stammte aus dem Jahre 1222. In dieser Zeit wird ein Wolfram de Brannisuicz erwähnt, dessen Nachkomme sich später Wofram de Vrenspicz nannte. In den Liechtensteinischen Urkunden aus den Jahren 1305 und 1310 wurde das dem Prämonstratenserinnenstift Sancta Mariae gehörige Dorf  als Vrenspitz bezeichnet. Um 1327 kaufte Königin Elisabeth von Böhmen Frainspitz vom Prämonstratenserinnenstift und schenkte das Dorf und die Pfarre dem Königinkloster in Alt-Brünn.
In der Zeit der Reformation wurde der Ort lutherisch. Während des Dreißigjährigen Krieges verödete der Ort; die Pfarrei wurde 1630 aufgehoben und das Dorf nach Wolframitz eingepfarrt. Darum förderte das Kloster in dem Jahr 1670 eine Neubesiedelung von Frainspitz. Dennoch standen im Ort im Jahre 1673 nur 5 Häuser. Bis zu dessen Verödung war der Ort für seinen Weinbau bekannt. Die Äbtissin Justina Wagner ließ 1673 die heruntergekommene Kirche instand setzen. Bis 1749 waren alle Häuser wieder bewohnt. Schon lange vorher galt der Ort wieder als katholisch. Die Matriken des Ortes wurden seit dem Jahre 1680 geführt und befinden sich im Landesarchiv Brünn.
Im Jahre 1782 wurde das Königinkloster von Kaiser Joseph II. aufgelöst, damit ging die 455 Jahre dauernde Herrschaft des Klosters über Frainspitz zu Ende. Ein Jahr vorher wurde die Leibeigenschaft aufgehoben und in der Nähe des Ortes eine neue Siedlung gegründet. Diese erhielt den Namen Weinberg und wurde ein Bestandteil der Gemeinde Frainspitz.  Durch den Ort führte die Kaiserstraße von Znaim nach Brünn, was dem Ort eine zusätzliche wirtschaftliche Bedeutung verlieh. Danach wurde der Ort bis 1807 vom Religionsfonds, der 1784 in Frainspitz eine Lokalie stiftete, verwaltet. Im Jahre 1800 wurde die Kirche saniert; die Kosten von 2645 Gulden teilten sich Wohltäter und der Religionsfonds. Am 8. Oktober 1807 ersteigerte die Vormundschaft des minderjährigen Prinzen Karl von Liechtenstein das Gut Frainspitz für 240.000 Gulden und schloss es an das kleine Majorat des Hauses Liechtenstein (Herrschaft Kromau) an. 1831 litten die Bewohner von Frainspitz unter der Cholera, welche 56 Opfer im Ort forderte.
Im Jahre 1835 umfasste das im Znaimer Kreis gelegene Gut Frainspitz die Dörfer Frainspitz, Jezeram und Weinberg sowie einen Anteil von Lidmeritz mit insgesamt 1115 katholischen Einwohnern. Das Dorf Frainspitz bzw. Frainšpice  bestand aus 60 Häusern, in denen 379 Personen lebten. Unter herrschaftlichem Patronat standen die Lokalie, die Laurenzikirche und die Schule. Im Ort gab es zudem ein herrschaftliches Schloss, das als Wohnsitz eines Wirtschaftsbeamten diente, einen Meierhof sowie ein Einkehrwirtshaus an der Poststraße. Frainspitz war Pfarrort für Weinberg. Bis zur Mitte des 19. Jahrhunderts blieb Frainspitz der Fideikommiss-Primogeniturherrschaft Mährisch-Krummau untertänig.
Während der Revolution von 1848/49 floh Kaiser Ferdinand I. aus Wien nach Mähren. Auf seiner Flucht ruhte er sich im Schloss  Frainspitz aus. Ein Jahr später wütete neuerlich die Cholera im Ort und forderte 30 Frainspitzern das Leben. Nach der Aufhebung der Patrimonialherrschaften bildete Frainspitz / Frainspic ab 1849 zusammen mit Weinberg / Vinohrad die Gemeinde Frainspitz-Weinberg im Gerichtsbezirk Mährisch Kromau. Ab 1869 gehörte das Dorf zum Bezirk Mährisch Kromau. Frainspitz war bis zum Jahr 1880 bekannt für seine Kamillenernte. So wurde die Frainspitzer Kamille in Wien und in Budapest verkauft. Im Jahre 1889 wurde eine Freiwillige Feuerwehr im Ort gegründet. Zum Ende des 19. Jahrhunderts wurden Frainspice und Frainšpice, seit der Jahrhundertwende Branišovice als tschechische Ortsnamen verwendet. Der größte Teil der Frainspitzer lebte von der Landwirtschaft, wobei der sonst so wichtige Weinbau in Südmähren keine Rolle spielte. Neben dem üblichen Kleingewerbe gab es noch eine Raiffeisenkassa in Frainspitz. Im Jahre 1901 wurde die Gemeinde dem Gerichtsbezirk Pohrlitz und dem Bezirk Nikolsburg zugeordnet. Mit dem Tode von Rudolf von Liechtenstein erlosch 1908 die Karlische Linie des Hauses Liechtenstein; Erbe des Großgrundbesitzes wurden die Grafen Kinsky.
Nach dem Ersten Weltkrieg und dem Vertrag von Saint-Germain, 1919, wurde der Ort, der im Jahre 1910 zu 93 % von Deutschsüdmährern bewohnt war, Bestandteil der neuen Tschechoslowakischen Republik. Durch die Neubesetzung von Beamtenposten und Siedler kam es in der Zwischenkriegszeit zu einem vermehrten Zuzug von Personen tschechischer Nationalität. Die Elektrifizierung des Ortes erfolgte im Jahre 1924. In Frainspitz war eine Haltestation der Buslinie Znaim – Brünn. Nach dem Münchner Abkommen, wurde der Ort 1938,  dem Deutschen Reich zugeschlagen und gehörte bis 1945 zum Kreis Nikolsburg im Reichsgau Niederdonau.
Nach dem Ende des Zweiten Weltkrieges, der 54 Opfer unter den Frainspitzern forderte, kam am 8. Mai 1945 die Gemeinde wieder zur Tschechoslowakei zurück. Vor den einsetzenden Nachkriegsexzessen durch militante Tschechen flohen viele Deutschsüdmährer oder wurden über die Grenze nach Österreich getrieben. Dabei kam es zu zwei Ziviltoten. Zwischen dem März und Oktober 1946 wurden 226 Ortsbewohner über Nikolsburg nach Deutschland zwangsausgesiedelt. Zwei Personen verblieben im Ort. Das Vermögen der deutschen Ortsbewohner wurde durch das Beneš-Dekret 108 konfisziert und die katholische Kirche in der kommunistischen Ära enteignet. Im Jahre 1948 wurde Branišovice dem Okres Moravský Krumlov zugeordnet. Im Zuge der Gebietsreform und der Aufhebung des Okres Moravský Krumlov kam die Gemeinde am 1. Juli 1960 zum Okres Znojmo, zugleich verlor Vinohrádky den Status eines Ortsteils. Seit 2001 führt die Gemeinde ein Wappen und Banner. Zum 1. Januar 2007 wechselte die Gemeinde in den Okres Brno-venkov.

## Wappen und Siegel
Das älteste bekannte Siegel zeigte innerhalb der Umschrift „Sigil.Pagi.Frainspitz.1675“ einen Schild. Darin stand, auf einem moorigen Grund, ein Wasservogel zwischen zwei Trauben. Das Siegel blieb bis 1848 Großteils gleich. Später wurde nur noch ein bildloser Gemeindestempel verwendet.
Der Ortsteil Weinberg führte ebenfalls ein Siegel. Es zeigte in einem Blätterkranz ein Weinmesser neben einer Weintraube.

## Gemeindegliederung
Die Gemeinde Branišovice besteht aus den Ortslagen Branišovice (Frainspitz) und Vinohrádky (Weinberg).

## Bevölkerungsentwicklung
| Volkszählung | Einwohner gesamt | Volkszugehörigkeit der Einwohner | Volkszugehörigkeit der Einwohner | Volkszugehörigkeit der Einwohner |
| Jahr         | Einwohner gesamt | Deutsche                         | Tschechen                        | Andere                           |
| ------------ | ---------------- | -------------------------------- | -------------------------------- | -------------------------------- |
| 1880         | 814              | 786                              | 26                               | 2                                |
| 1890         | 830              | 793                              | 33                               | 4                                |
| 1900         | 798              | 733                              | 64                               | 1                                |
| 1910         | 852              | 795                              | 43                               | 14                               |
| 1921         | 873              | 725                              | 142                              | 6                                |
| 1930         | 861              | 665                              | 190                              | 6                                |

## Sehenswürdigkeiten
- Pfarrkirche St. Laurentius (1329) besitzt einen romanischen Kern. Das Kirchenschiff stammt aus dem Jahre 1673, Umbau der Kirche um 1800. Kapelle mit hl. Grab (1911).
- Statue des Hl. Johannes
- Schloss des Grafen Kinsky
- Kriegerdenkmal (1923)[19][20]

## Söhne und Töchter der Gemeinde
- Laurenz Widholz (1861–1926), Abgeordneter im Reichsrat (1907–1918) und im österreichischen Nationalrat (1919–1926)
- Adolf Tezelin Halusa (1870–1953), katholischer Ordenspriester im Stift Heiligenkreuz und Schriftsteller
- Josef Kuno Halusa (1877–1951), Lyriker